# دانيال بي. رايلي
دانيال بي. رايلي هو سياسي أمريكي، ولد في 24 يوليو 1989. نشط حزبياً في الحزب الجمهوري. وقد انتخب عضو مجلس نواب رود آيلاند ‏.